# Sendo
Sendo – brytyjskie przedsiębiorstwo założone w 1999 roku. Dostarcza swój sprzęt dwudziestu siedmiu operatorom telefonii komórkowej w ponad 30 krajach. Firma została przejęta przez Motorolę. Amerykańska firma kupiła zespół badawczo-rozwojowy R&D pracujących w Wielkiej Brytanii i Singapurze z wyposażeniem projektowym i testowym oraz portfolio własności intelektualnej Sendo. Nie ujawniono wartości dokonanej sprzedaży.
Przykładowe modele
- Sendo Z100,
- Sendo P600,
- Sendo S600,
- Sendo K1,
- Sendo M550,
- Sendo M570,
- Sendo S1,
- Sendo S300,
- Sendo S360,
- Sendo S330,
- Sendo S251,
- Sendo SV663,
- Sendo X,
- Sendo X2,
- Sendo P200